# Danielle McCray
Pour les articles homonymes, voir McCray.
Danielle McCray, née le 8 octobre 1987 à Boynton Beach (Floride), est une joueuse américaine de basket-ball.

## Biographie
Elle est la meilleure marqueuse des Jayhawks du Kansas en senior avec 19,8 points quand elle  se blesse aux ligaments du genou le 4 février 2010, finissant son séjour dans le Kansas avec 1 934 points après deux belles saisons en sophomore (14,9 points) et junior (21,6 points) pour des moyennes en carrière universitaire de 16,7 points et 4,7 rebonds de moyenne en 116 rencontres.
En 2009, elle est membre de la sélection américaine qui remporte la médaille d'or aux Mondiaux universitaires en Serbie. Elle inscrit 12 points face à l'Australie en demi-finales
Arrière athlétique avec un shoot extérieur correct, défenseure intraitable qui apprécie le défi physique, elle est sélectionnée au 7e rang de la draft WNBA 2010, mais s'étant blessée à la fin de sa carrière universitaire, elle ne débute que lors de la saison 2011.
Pour son année rookie, elle débute 23 des 34 rencontres avec un record à 22 points en 26 minutes face au Fever de l'Indiana le 17 juillet. Le 4 juin pour son 1er match WNBA, elle réussit ses cinq shoots (dont quatre à trois points) pour 14 points. Elle finit cinquième scoreuse de l’équipe avec 5,9 points par rencontre. Elle capte 11 rebonds lors de la première manche des play-offs. 

### Europe
Avant ses débuts WNBA, elle signe sa première expérience professionnelle en Israël à Hapoël Rishon LeZion. Puis en 2011-2012, elle découvre l'Euroligue avec Good Angels Košice, Famila Schio puis Wisła Cracovie.
En février 2016, elle signe en France au COB Calais pour remplacer Samantha Logic dont les performances étaient jugées décevantes avec 6,7 points à 19,5% de réussite à trois points, 5 passes décisives et 3,9 rebonds.
En 2017, elle évolue dans le championnat d’Équateur, qu'elle remporta, puis en fin d'année, elle rejoint le club LFB de Roche Vendée.

## Clubs
- 2010-2011 :  Hapoël Rishon LeZion
- 2011-2012 :  Good Angels Košice
- 2012-2013 :  Famila Schio
- 2013-2014 :  Wisła Cracovie
- 2014-2015 :  Elitzur Ramla
- 2015-2016 :  COB Calais
- 2016-2017 : Modèle:EQU-d ?
- 2017-2018 :  Roche Vendée Basket Club

### WNBA
- 2011-2014 : Sun du Connecticut

## Palmarès
- Mondiaux universitaires 2009[6]
- Championnat de Slovaquie 2012
- Championnat d'Italie 2013
- Coupe d'Italie 2013
- Championnat de Pologne 2014